# Зеслах
Зеслах (нім. Seßlach) — місто в Німеччині, розташоване в землі Баварія. Підпорядковується адміністративному округу Верхня Франконія. Входить до складу району Кобург.
Площа — 72,51 км2. Населення становить 3949 ос. (станом на 31 грудня 2020).